# Беловка (река)
Беловка — река в Воронежской области России. Левый приток реки Усмань.
Длина реки составляет 10 км, площадь водосборного бассейна 30 км².
Река берёт начало в селе Беловка. На реке расположено село Большая Приваловка. Устье реки находится в 104 км по левому берегу реки Усмань. В нижнем течении протекает по Воронежскому заповеднику.

## Данные водного реестра
По данным государственного водного реестра России относится к Донскому бассейновому округу, водохозяйственный участок реки — Воронеж от города Липецк до Воронежского гидроузла, речной подбассейн реки — бассейны притоков Дона до впадения Хопра. Речной бассейн реки — Дон (российская часть бассейна).
Код объекта в государственном водном реестре — 05010100612107000003227.